# Carl Keenan Seyfert
Carl Keenan Seyfert, ameriški astronom, * 11. februar 1911, Cleveland, Ohio, ZDA, † 13. junij 1960, Nashville, Tennessee, ZDA.
Seyfert je najbolj znan po svojem raziskovalnem članku iz leta 1943 o visokomagnetnem sevanju iz središč nekaterih spiralnih galaksij, ki se sedaj kot tip imenujejo po njem.

## Življenje in delo
Seyfert je odraščal v Clevelandu. Od leta 1929 je študiral na Univerzi Harvard, kjer je diplomiral in leta 1933 tam končal magistrski študij. Leta 1936 je doktoriral iz astronomije z dizertacijo Raziskave zunanjih galaksij (Studies of the External Galaxies) pod Shapleyjevim mentorstvom. V tezi se je ukvarjal z barvami in navideznim sijem galaksij.
Leta 1936 se je pridružil osebju novega Observatorija McDonald blizu Fort Davisa v Teksasu, kjer je pomagal pri zagonu observatorija. Tu je ostal do leta 1940 in delal s Popperjem o značilnostih šibkih zvezd vrste B in nadaljeval svoje delo o barvah v spiralnih galaksijah.
V letu je odšel na Observatorij Mount Wilson kot član Nacionalnega raziskovalnega sveta (NRC). Tu je ostal do leta 1942 in raziskoval vrsto dejavnih galaksij, sedaj imenovanih Seyfertove galaksije. V njih je jedro zelo majhno in svetlo, navidez podobno zvezdi, medtem ko so spirale razmeroma nerazločne in tesno navite. Široke sevalne (emisijske) črte v njihovem spektru in močno infrardeče sevanje odkrivajo obilico vročega plina v njihovih jedrih, kjer verjetno potekajo burne spremembe. Seyfertove galaksije sevajo tudi radijske valove. Izredno lep primer Seyfertove galaksije je M77 v Kitu. Njeno skupno maso cenijo na 800.000 milijonov Sončevih. Narlikar in njegov sodelavec K. M. V. Apparao s Tatovega inštituta za temeljne raziskave v Bombaju menita, da so Seyfertove galaksije v resnici ogromne bele luknje z milijonkratno maso Sonca, ki izginjajo v snovi Vesolja, to snov pa je požrla navadna črna luknja.
Leta 1942 se je Seyfert vrnil v Cleveland na Inštitut Case, kjer je učil navigacijo vojaškemu osebju in sodeloval pri skrivnih vojaških raziskavah. Poleg tega je raziskoval v astronomiji na Obsevatoriju Warnerja in Swaseyja Inštituta Case.
V letu 1946 je začel poučevati na Univerzi Vanderbilt v Nashvilleu. Program astronomije je bil na Vanderbiltu tedaj še majhen. Univerza je imela le majhen observatorij s 6 palčnim (150 mm) refraktorjem in skromen poučevalski program.
Seyfert je delal marljivo, da bi izboljšal poučevalski program in povečal denarna sredstva za gradnjo novega observatorija. V nekaj letih je v nashvillski skupnosti pridobil veliko javno podporo. Kot rezultat tega so decembra 1953 dokončali Dyerjev observatorij s 24 palčnim (610 mm) reflektorjem. Postal je njegov predstojnik in bil na tem delovnem mestu vse do svoje smrti. Umrl je v avtomobilski nesreči.

## Priznanja

### Poimenovanja
Po njem se imenuje udarni krater Seyfert na oddaljeni strani Lune. Po njem so preimenovali 610 mm daljnogled v Dyerjevem observatoriju.